# HD 187880
HD 187880，又名BD+37 3636，SAO 68953、HR 7568，是一颗恒星，视星等为6.06，位于銀經72.81，銀緯5.72，其B1900.0坐标为赤經19h 47m 11.2s，赤緯+37° 5.72′ 17″。